# ستيفن دالي بيتي
ستيفن دالي بيتي (بالإنجليزية: Stephen Dale Petit)‏ هو عازف قيثارة ومغن مؤلف بريطاني، ولد في 19 أبريل 1969.

## وصلات خارجية
- الموقع الرسمي
- ستيفن دالي بيتي على موقع ميوزك برينز (الإنجليزية)
- ستيفن دالي بيتي على موقع ديسكوغز (الإنجليزية)